# John Tenta
John Anthony Tenta (* 22. Juni 1963 in Surrey, Kanada; † 7. Juni 2006 in Friendswood, Texas, USA) war ein kanadischer Wrestler, der unter dem Ringnamen Earthquake (Erdbeben) bekannt wurde. Er war in seiner aktiven Zeit bei den größten Wrestlingorganisationen weltweit beschäftigt. Vor seiner Wrestlingkarriere war er als Sumoringer in Japan aktiv. 2006 starb er nach einer Blasenkrebserkrankung.

## Leben

### Wrestlingkarriere
Tenta begann bereits in jungem Alter mit Ringen und erhielt dadurch ein Stipendium an der Louisiana State University. 1985 gab man das Ringerprogramm auf und Tenta war gezwungen einen anderen Sport zu wählen. Er wurde von einem Yokozuna nach Japan gebracht und wurde unter dem Shikona Kototenzan Sumoringer. Er hörte trotz Erfolgs jedoch nach weniger als einem Jahr wieder mit dem Sumo auf, da ihm der entsprechende Lebensstil nicht zusagte und begann im Mai 1988 bei Shōhei Babas All Japan Pro Wrestling als Wrestler. Bereits im November 1989 konnte er mit der World Wrestling Federation einen Vertrag abschließen und wurde als Canadian Earthquake (später ließ man die Landesbezeichnung Canadian weg) dem etablierten Wrestler Dino Bravo zur Seite gestellt. Tenta bestritt in der Folgezeit Fehdenprogramme gegen den Ultimate Warrior und Hulk Hogan. Eine weitere bekannte Fehde fand 1991 gegen Jake „The Snake“ Roberts statt.
Später in diesem Jahr bekam er mit Typhoon einen Partner für das Tag Team Natural Disasters. Das fast 400 kg schwere Team erhielt im Juli 1992 mit einem Sieg über Money Inc. die WWF Tag Team Champion Titel, welche sie bis Oktober des Jahres hielten. 1993 trennte man das Team wieder und Tenta nahm ein Engagement für die japanische Promotion WAR wahr. Im Januar 1994 kam er kurz zurück zur WWF, um mit Yokozuna eine Sumo-Fehde zu bestreiten. Er verließ im Mai 1994 die WWF erneut für Japan und kam Ende des Jahres als Avalanche (dt. Lawine) zu World Championship Wrestling, wo er erneut in einem Programm mit Hulk Hogan arbeitete. Im Zuge dessen machte man ihn wenig später als Shark zum Mitglied der Gruppierung Dungeon of Doom. Nachdem er 1996 wieder aus der Gruppierung genommen worden war, trat er fortan unter seinem bürgerlichen Namen auf und bestritt ein Programm mit Big Bubba Rogers.
Nachdem er nur noch in belangloseren Matches eingesetzt worden war, verließ er die WCW und erschien im Mai 1998 noch einmal maskiert als Teil der Gruppierung Oddities unter dem Namen Golga in der WWF. Nachdem er Anfang 1999 die WWF wieder verlassen hatte, eröffnete er eine Wrestlingschule und promotete Independent-Veranstaltungen. Sein letzter großer Auftritt bei der WWF fand 2001 bei Wrestlemania 17 in einer Gimmick Battle Royal statt, im Dezember des gleichen Jahres trat er bei einem nicht ausgestrahlten Match bei der Show Smackdown auf.

### Krankheit
John Tenta erkrankte 2004 an Blasenkrebs und gab öffentlich bekannt, dass er nur noch ungefähr zwei Jahre zu leben habe. Später wurde ein Tumor in seiner Lunge gefunden und 2005 ein weiterer Tumor in seiner Hüfte entdeckt, welcher nicht auf die Chemotherapie reagierte.
In den Morgenstunden des 7. Juni 2006 verstarb er in Friendswood, Texas. Er hinterließ eine Frau und drei Kinder.

## Erfolge
- All Star Wrestling

- 2× UWA Heavyweight Championship (Vancouver Version)

- NWA All-Star Wrestling

- 1× NWA Canadian Heavyweight Championship (Vancouver Version)

- Super World of Sports

- 1× SWS Tag Team Championship – mit Typhoon

- World Wrestling Federation

- 1× WWF Tag Team Championship – mit Typhoon